# クラリッサ (小惑星)
クラリッサ (302 Clarissa) は、小惑星帯にある典型的な小惑星である。C型小惑星に分類され、炭素化合物からなっていると考えられる。
1890年11月14日にオーギュスト・シャルロワがニースで発見した。
名前の由来については、女性名であるという点以外は不明である。